# TV TEM Itapetininga
TV TEM Itapetininga é uma emissora de televisão brasileira sediada em Itapetininga, cidade do estado de São Paulo. Opera no canal 26 UHF digital e é afiliada à TV Globo. Integra a TV TEM, rede de televisão do interior paulista fundada em 2003, e cobre 51 municípios. Seus estúdios estão localizados no Itapê Shopping, no Centro, e sua antena de transmissão está no pátio do local.

## História
A concessão do canal 8 VHF de Itapetininga foi outorgada, após concorrência pública, pelo presidente Fernando Henrique Cardoso em 3 de abril de 2002, para a Novo Interior Comunicações Ltda., sociedade composta por Myriam Ortolan e Maria Isabel Pestana. Na mesma época, a Rede Globo estava colocando à venda sua participação acionária em 27 emissoras pelo país, por conta de problemas financeiros relacionados a investimentos malsucedidos na Globo Cabo. A venda incluiu suas emissoras próprias em Sorocaba (TV Aliança), Bauru (TV Modelo) e São José do Rio Preto (TV Progresso), que foram adquiridas em setembro do mesmo ano pelo empresário José Hawilla, proprietário da empresa de marketing esportivo Traffic. Em dezembro, Hawilla também adquiriu metade das ações da Novo Interior Comunicações Ltda., integrando o canal de Itapetininga à futura rede.
Da união das quatro emissoras, surgiu em 6 de maio de 2003 a TV TEM, que passava a cobrir 49% do estado de São Paulo. A TV TEM Itapetininga, inaugurada no mesmo dia, levava seu sinal para cerca de 50 municípios da região do Alto Paranapanema, anteriormente atendidos pela agora TV TEM Sorocaba. Nas primeiras semanas, a emissora repetia toda a programação gerada pela matriz da rede em Sorocaba, até a conclusão de seus estúdios no Itapê Shopping, em 30 de junho, quando passaram a ser produzidos seus telejornais locais.
Em abril de 2020, devido aos cortes de gastos ocasionados pela pandemia de COVID-19, a emissora demitiu jornalistas e encerrou a produção local do TEM Notícias 1.ª edição, passando a retransmitir o telejornal gerado pela TV TEM Sorocaba. Em janeiro de 2022, também por conta da COVID-19, foi a vez do TEM Notícias 2.ª edição ser descontinuado.

## Sinal digital
| Canal virtual | Canal digital | Resolução de tela | Programação                                          |
| ------------- | ------------- | ----------------- | ---------------------------------------------------- |
| 26.1          | 26 UHF        | 1080i             | Programação principal da TV TEM Itapetininga / Globo |

A emissora iniciou suas transmissões digitais em 2 de dezembro de 2013, através do canal 26 UHF para Itapetininga e áreas próximas.
Transição para o sinal digital
Com base no decreto federal de transição das emissoras de TV brasileiras do sinal analógico para o digital, a TV TEM Itapetininga, bem como as outras emissoras de Itapetininga, cessou suas transmissões pelo canal 8 VHF em 12 de dezembro de 2018, seguindo o cronograma oficial da ANATEL.